# Скажений пес і Глорія
Скажений пес і Глорія (англ. Mad Dog and Glory) — американська комедія 1993 року.

## Сюжет
Історія боязкого поліцейського — фотографа Вейна Доббі, жартома прозваного колегами Скаженим Псом, і гангстера Франка Майло. Вейн випадково рятує життя Френка, і той надсилає йому як подарунок дівчину Глорію.

## У ролях
- Роберт Де Ніро — Вейн «Скажений Пес» Доббі
- Ума Турман — Глорія
- Білл Мюррей — Франк Майло
- Девід Карузо — Майк
- Майк Старр — Гарольд
- Том Таулз — Ендрю
- Кеті Бейкер — Лі
- Чандра Вілсон — член групи